# 耶日·布劳恩
耶日·布劳恩（波蘭語：Jerzy Braun，1911年4月13日—1968年3月8日），波兰男子赛艇运动员。他曾代表波兰参加1932年和1936年夏季奥林匹克运动会赛艇比赛，获得一枚银牌和一枚铜牌。